# Adenoma canalicular
O adenoma canalicular é um tipo de neoplasia benigna de glândulas salivares originário das células dos ductos terminais das glândulas.

## Sinais e sintomas
É caracterizado como uma massa de crescimento lento, mas também pode se apresentar como múltiplos nódulos, ainda que não seja clinicamente invasivo ou maligno. Possui tamanho pequeno, em média de 1,6 cm.
Apesar de muitos serem assintomáticos, alguns podem causar dor, ulceração da mucosa, edema ou desconforto.

## Aspectos radiográficos e histológicos

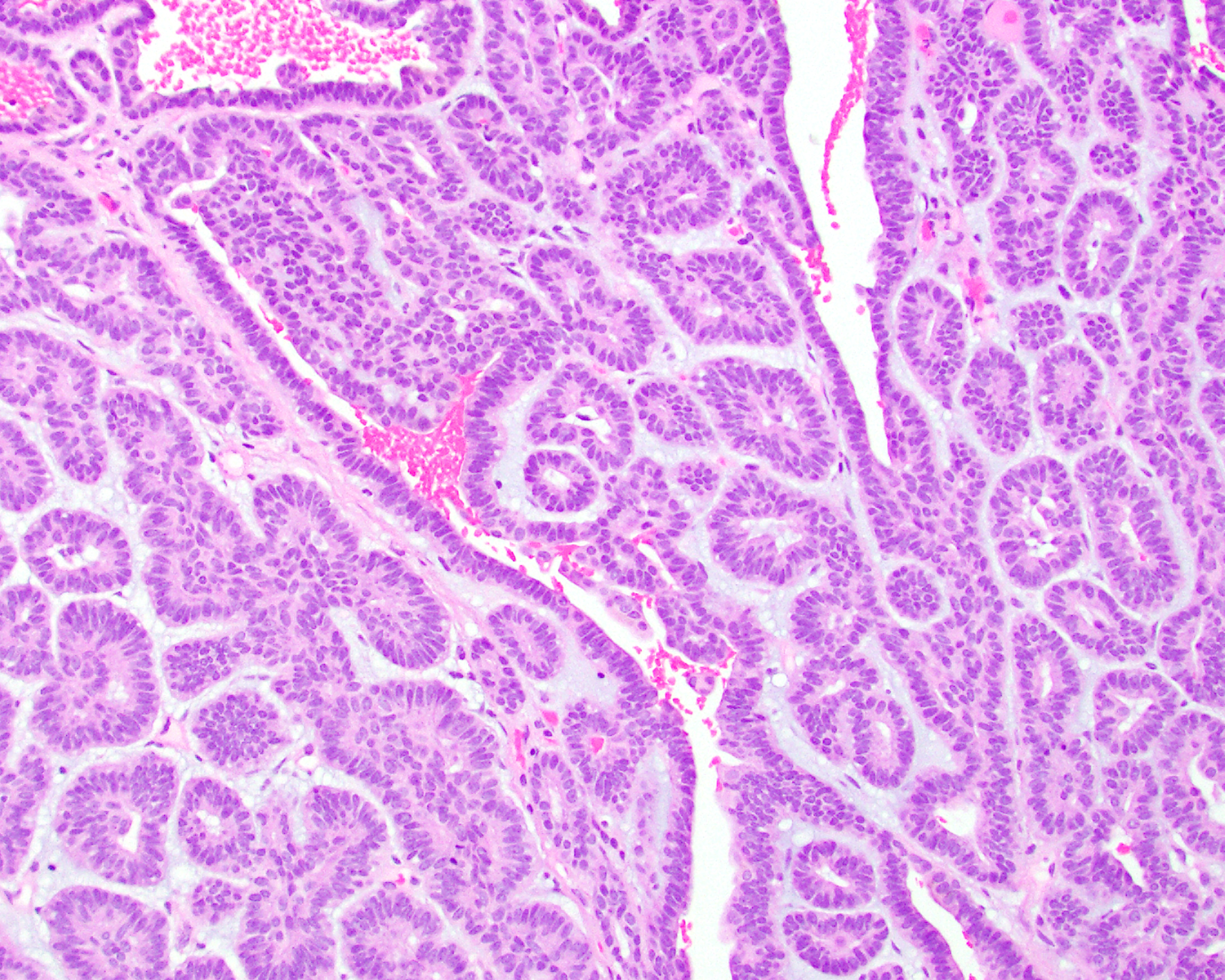
Adenoma canalicular: observa-se canais ou canalículos com células epiteliais neoplásicas cuboidais baixas. Coloração de hematoxilina-eosina.

Na ultrassonografia, o adenoma canalicular se apresenta como uma massa relativamente homogênea e pouco ecoica, contendo um líquido de baixa viscosidade. Na ressonância magnética, aparece como uma lesão isointensa em T1 e de hipersinal em T2.
Histologicamente, o adenoma canalicular é caracterizado por ser uma neoplasia benigna composta por epitélio cuboide ou colunar formando canalículos, dispostas em ilhotas ou cordões de células com espaços císticos entre esses cordões. Esse tumor pode infiltrar a cápsula e até mesmo formar tumores microssatélites extracapsulares. O estroma tumoral é composto por tecido conjuntivo frouxo bem vascularizado.
Em alguns casos, pode haver focos de células basaloides ou oncocíticas, assim como metaplasia mucinosa. No estroma é possível encontrar histiócitos e focos de degeneração ou hemorragia.
Necrose é excepcionalmente encontrada, assim como mitoses, estando normalmente ambas ausentes. Não há registros de transformação maligna deste tumor, mas ele é ocasionalmente reportado como um tumor híbrido ou de colisão com outra neoplasia.

## Causas
A etiologia é desconhecida.

## Epidemiologia
O adenoma canalicular representa 1 a 3% dos tumores de glândula salivar, afetando mais as glândulas salivares menores (4 a 6%), especialmente no palato ou bochechas. Afeta mais mulheres do que homens, e especialmente pacientes após os 50 anos.

## Diagnóstico
O diagnóstico se dá pelo exame anatomopatológico, e apesar de não ser necessário, pode-se utilizar imuno-histoquímica para fins diagnósticos: o adenoma canalicular é positivo para pancitoqueratina, S100 e SOX10, com delicada positividade para GFAP nas células periféricas.
O diagnóstico diferencial inclui:
- Mucocele;
- Vaso trombosado;
- Lipoma;
- Outros tumores de glândulas salivares:
  - Adenoma de células basais;
  - Adenoma pleomórfico;
  - Carcinoma adenoide cístico;
  - Adenocarcinoma polimórfico.

## Prognóstico e tratamento
O prognóstico é favorável, especialmente em casos unifocais. Em geral, a recidiva é de 3% após o tratamento de escolha, que é a cirurgia de ressecção, mas lesões multifocais podem ter risco aumentado de recidiva; em alguns casos, a persistência de lesões multifocais pode ser indistinguível da recidiva.